# Michael Gore
Michael Gore, pseudonimo di Michael Goldstein (New York, 5 marzo 1951), è un compositore statunitense di colonne sonore cinematografiche e di musical. È fratello della cantante Lesley Gore.

## Discografia

### Album
- Saranno famosi (1980)
- Terms of Endearment (1989)
- Defending Your Life (ST) (1991)

## Filmografia

### Compositore
- Saranno famosi (Fame), regia di Alan Parker (1980)
- Voglia di tenerezza (Terms of Endearment), regia di James L. Brooks (1983)
- Bella in rosa (Pretty in Pink), regia di Howard Deutch (1986)
- Non dirle chi sono (Don't Tell Her It's Me), regia di Malcolm Mowbray (1990)
- Prossima fermata: paradiso (Defending Your Life), regia di Albert Brooks (1991)
- Amore e magia (The Butcher's Wife), regia di Terry Hughes (1991)
- Mr. Wonderful, regia di Anthony Minghella (1993)
- Superstar, regia di Bruce McCulloch (1999)

### Colonna sonora
- Saranno famosi (Fame), regia di Alan Parker (1980)
- On Location with: FAME, regia di Mark Schneider – cortometraggio documentario (1980)
- Spara alla luna (Shoot the Moon), regia di Alan Parker (1982)
- Footloose, regia di Herbert Ross (1984)
- That's Dancing!, regia di Jack Haley Jr. – documentario (1985)
- Mr. Wonderful, regia di Anthony Minghella (1993)
- Trevor, regia di Peggy Rajski – cortometraggio (1994)
- So cosa hai fatto (I Know What You Did Last Summer), regia di Jim Gillespie (1997)
- Superstar (Superstar), regia di Bruce McCulloch (1999)
- Diventeranno famosi (Camp), regia di Todd Graff (2003)
- Cash Cow, regia di Keith Creighton e Stephanie Reuler - cortometraggio (2007)
- Hot Rod - Uno svitato in moto (Hot Rod), regia di Akiva Schaffer (2007)
- Every Little Step, regia di Adam Del Deo e James D. Stern – documentario (2008)
- Dance Flick, regia di Damien Dante Wayans (2009)
- Una notte da leoni (The Hangover), regia di Todd Phillips (2009)
- Fame - Saranno famosi (Fame), regia di Kevin Tancharoen (2009)
- The Road to Fame, regia di Hao Wu – documentario (2013)

## Riconoscimenti
Premio Oscar 
- 1981 - Miglior colonna sonora per Saranno famosi
- 1981 - Miglior canzone originale condiviso con Dean Pitchford per Fame in Saranno famosi
- 1981 - Nomination alla miglior canzone originale condiviso con Lesley Gore per Out Here on My Own in Saranno famosi
- 1984 - Nomination alla miglior colonna sonora per Voglia di tenerezza

Golden Globe 
- 1981 - Miglior canzone originale condiviso con Dean Pitchford per Fame in Saranno famosi
- 1981 - Nomination alla miglior colonna sonora per Saranno famosi

Premio BAFTA
- 1981 - Nomination alla miglior canzone originale (Premio Anthony Asquith) per Saranno famosi

Grammy Award
- 1981 - Nomination alla miglior colonna sonora condiviso con Anthony Evans, Paul McCrane, Dean Pitchford, Lesley Gore, Robert F. Colesberry per Saranno famosi
- 1981 - Nomination alla canzone dell'anno condiviso con Dean Pitchford per Fame in Saranno famosi - non accreditato
- 1985 - Nomination alla miglior colonna sonora condiviso con Bill Wolfer, Dean Pitchford, Kenny Loggins, Tom Snow, Sammy Hagar, Eric Carmen e Jim Steinman per Footloose

BMI Film & TV Award
- 1987 - BMI Film Music Award per Bella in rosa